# Tyromyces toatoa
Tyromyces toatoa är en svampart som beskrevs av G. Cunn. 1965. Tyromyces toatoa ingår i släktet Tyromyces och familjen Polyporaceae.   Inga underarter finns listade i Catalogue of Life.